# 马斯金格姆河

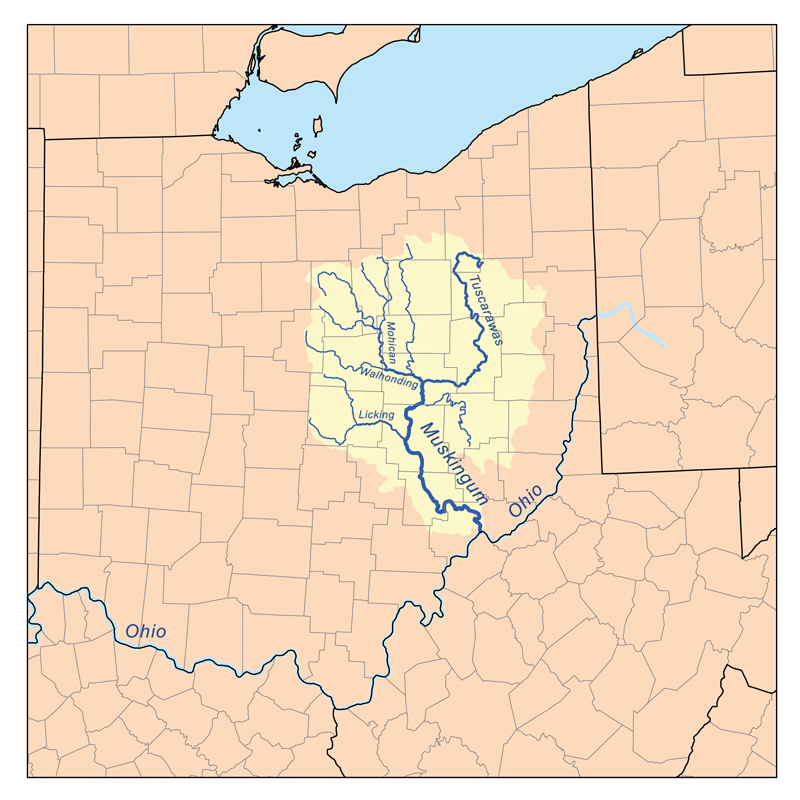
马斯金格姆河的流域图

马斯金格姆河（英語：Muskingum River）是俄亥俄河的一条支流，长约179公里，属于密西西比河流域，位于美国俄亥俄州，自北向南超过俄亥俄州东部，可通航，是19世纪重要的水运商路。